# نیکیتا کاف
نیکیتا کاف (انگلیسی: Nikita Cuffe؛ زادهٔ ۲۶ سپتامبر ۱۹۷۹) بازیکن واترپلو زن اهل استرالیا است.